# News Corporation
News Corporation (tên rút gọn là News Corp.) là tập đoàn truyền thông lớn thứ ba trên thế giới (sau Công ty Walt Disney và Time Warner) vào năm 2008, và giữ vững vị trí này năm 2009. Chủ tịch và Tổng Giám đốc Điều hành (CEO) hiện tại là Rupert Murdoch.
News Corporation là công ty đại chúng nằm trong danh sách của NASDAQ, đứng thứ hai trong danh sách của Australian Securities Exchange. Trước đây công ty được sáp nhập tại Nam Úc, nhưng sau này nó đã được sáp nhập lại dưới Bộ luật về Tập đoàn tại Delaware sau khi nhận được phần lớn những sự đồng ý từ các cổ đông vào ngày 12 tháng 11 năm 2004.
Vào năm 2013, công ty đã được tách thành 2 công ty con là News Corp và 21st Century Fox. 

## Lịch sử
News Corporation được thành lập năm 1979 bởi Rupert Murdoch, khi đó nó là một công ty cổ phần của News Limited. News Limited cũng là một công ty được thành lập bởi Murdoch từ tài sản mà ông thừa kế từ người cha quá cố - Sir Keith Murdoch. Phần thừa kế đã khiến ông trở thành chủ sở hữu của tờ báo buổi chiều tại Adelaide, The News. News Limited hiện nay đang hoạt động như một nhãn hiệu của News Corporation tại Úc.

### Chuyển đến Hoa Kỳ
Việc mua lại San Antonio Express-News năm 1973 là vụ mua lại đầu tiên của News Corporation tại Mỹ. Sau đó công ty thành lập National Star, một bản tin mua bán ở siêu thị, và năm 1976 tiến hành mua lại New York Post.
Năm 1981, News Corporation mua lại một nửa xưởng phim 20th Century Fox và mua tiếp nửa còn lại vào năm 1984. Năm 1985, News Corporation thông báo rằng nó đã mua lại Metromedia, một công ty chuyên về các trạm thu phát sóng truyền thanh và truyền hình, để chuẩn bị cho giai đoạn khai trương mạng lưới truyền hình thương mại Hoa Kỳ thứ tư. Ngày 4 tháng 9 năm 1985, Murdoch nhập quốc tịch Mỹ để đáp ứng yêu cầu hợp pháp rằng chỉ có những công dân Mỹ mới có thể sở hữu các trạm thu phát sóng truyền hình tại Mỹ. Năm 1986, Metromedia bị đóng cửa và Fox Broadcasting Company được thành lập. Mạng lưới này, được biết đến với cái tên "Fox", hiện nay đã xuất hiện trong khoảng 96% các hộ gia đình ở Mỹ.

## Hội đồng quản trị
Hội đồng quản trị của News Corporation hiện tại có 17 thành viên:
- Rupert Murdoch (Chủ tịch Hội đồng quản trị & Tổng Giám đốc Điều hành (CEO))
- José María Aznar
- Natalie Bancroft (Giám đốc)
- Peter Barnes
- Chase Carey (Phó Chủ tịch Hội đồng quản trị, Chủ tịch & Giám đốc Điều hành (COO))
- Kenneth E. Cowley
- David DeVoe (Giám đốc Tài chính)
- Viet Dinh (Đinh Đồng Phụng Việt)
- Rod Eddington
- Mark Hurd
- Andrew Knight (Chủ tịch, J. Rothschild Capital Management Limited)
- James Murdoch (Chủ tịch & Tổng Giám đốc Điều hành (CEO), Europe & Asia)
- Lachlan Murdoch
- Thomas J. Perkins
- Arthur M. Siskind (Tư vấn viên cao cấp của Chủ tịch)
- John L. Thornton
- Stanley S. Shuman (Giám đốc danh dự)

## Các giám đốc và chủ tịch
- Rupert Murdoch (Chủ tịch và CEO)
- Chase Carey (Chủ tịch Điều hành, COO & Phó Chủ tịch Hội đồng quản trị)
- David DeVoe (Giám đốc tài chính)
- James Murdoch (Phó Giám đốc Điều hành; Chủ tịch và CEO, International)
- Roger Ailes (Chủ tịch, Fox Television Stations Group)
- Daniel Suárez García (Chủ tịch và CEO, Latin America)

## Vụ bê bối nghe lén điện thoại
Vụ bê bối nghe lén điện thoại của tờ báo News of the World, do News International - một công ty con của công ty News Corporation, xuất bản, đang gây xôn xao dư luận vào tháng 7 năm 2011. Có khoảng 4000 người là nạn nhân của vụ bê bối nghe lén này.
Năm 2007, Clive Goodman, biên tập viên phụ trách trang Hoàng gia của tờ News of the World, và Glenn Mulcaire, một thám tử tư đã bị bỏ tù vì bị cáo buộc thâm nhập vào hệ thống hộp thư thoại của các thành viên Hoàng gia. Andy Coulson, tổng biên tập của tờ News of the World, đã phải nghỉ việc.
Tháng 3, 2010, tờ News of the World đã phải chi 2 triệu bảng Anh để dàn xếp với các nạn nhân sau khi vụ việc lại nổi lên.
Ngày 7 tháng 7 năm 2011, News Corporation tuyên bố họ sẽ dừng xuất bản tờ News of the World, vì những bê bối vừa qua của tờ báo này. Vụ bê bối khiến cổ phiếu của News Corporation giảm 3,2%. Công ty này có thể sẽ phải chi ra hơn 32 triệu đô la Mỹ để bồi thường thiệt hại cho các nạn nhân.